# Frise (théâtre)
Pour les articles homonymes, voir frise.
 (octobre 2023).
Si vous disposez d'ouvrages ou d'articles de référence ou si vous connaissez des sites web de qualité traitant du thème abordé ici, merci de compléter l'article en donnant les références utiles à sa vérifiabilité et en les liant à la section « Notes et références ».

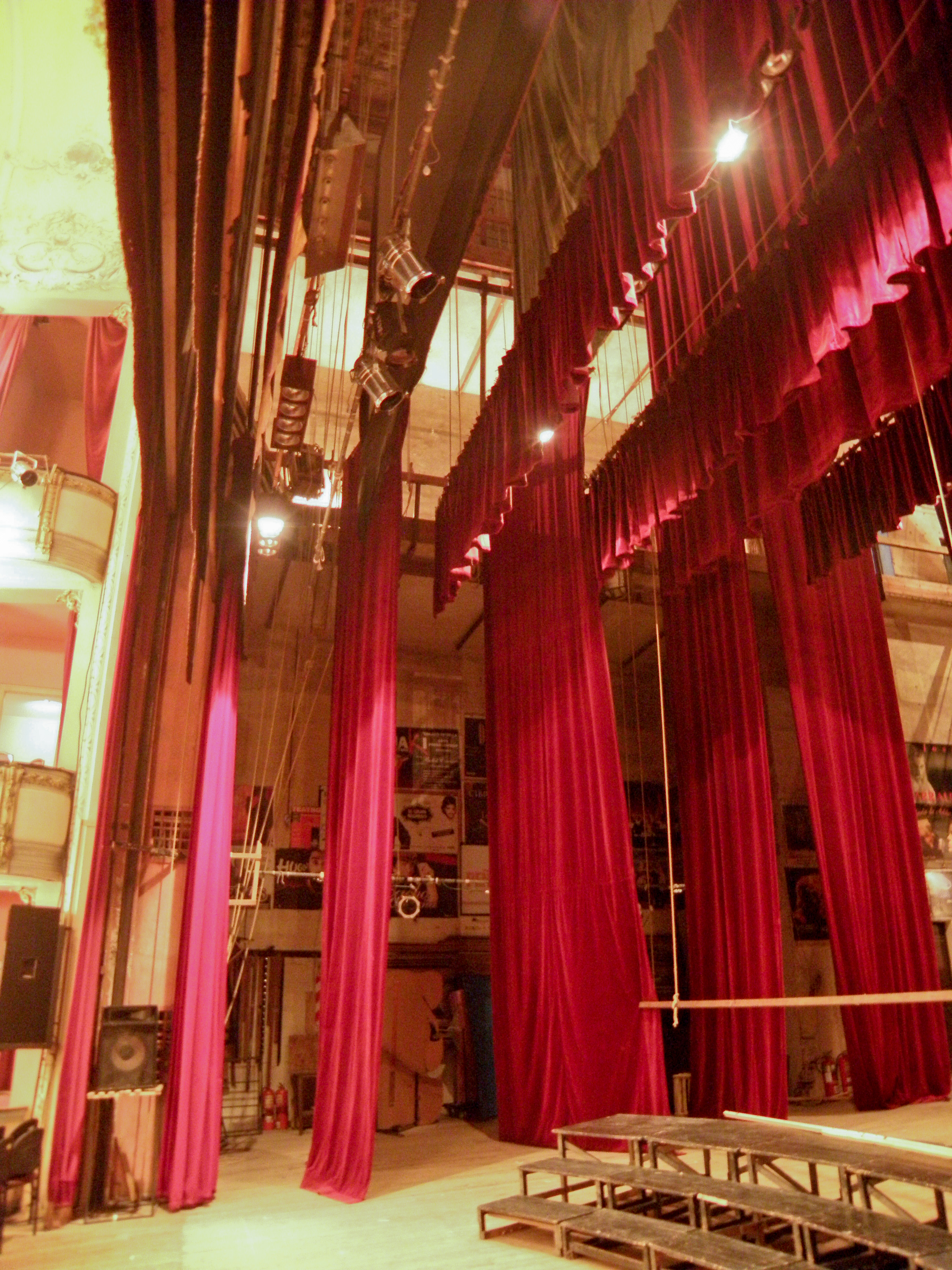
Frises et pendillons du Teatro 3 de Febrero de Paraná (Argentine).

Les frises sont des rideaux de théâtre couvrant la largeur du plateau et peu hauts, destinés essentiellement à cacher la vue des cintres et le haut des rideaux latéraux (pendillons) aux spectateurs. Elles sont soit tendues, soit plissées, et on les fixe normalement à une perche par leurs nouettes. Il arrive aussi que ces frises soient en contreplaqué léger : elles sont alors à mi-chemin entre la frise et le couronnement. Les frises peuvent avoir différents aspects et portent alors différentes appellations : bandes d'air, rustiques, plafonds.